# Тербий
Тербий е химичен елемент в периодичната система на елементите с атомен номер 65.